# Can Tries (Santa Eulàlia de Ronçana)
Can Trias o Can Tries és una masia del municipi de Santa Eulàlia de Ronçana (el Vallès Oriental) inclosa en l'Inventari del Patrimoni Arquitectònic de Catalunya. La gran masia actual és en bona part fruit de la reconstrucció dels darrers anys.

## Arquitectura
De planta rectangular (20 m x 16 m), la casa està completament pintada de blanc i ressalten els carreus emprats en els portals, finestres i cantonades. La façana, orientada a migdia, té la porta dovellada i quantitat d'obertures que palesen les diferents tongades constructives, entre elles una de gòtica. En aquesta façana apareixen les dates 1583 i 1597. La cara nord, donant al pati, té una porta dovellada i tres finestres, originàriament més baixes, reformades els anys 40. A llevant hi ha el portal rectangular i galeria. La casa s'aixecava fins al pis i l'actual propietari va aixecar les golfes donant simetria. Cobert a dues vessants.

## Història
Malgrat no tenir cap dada documental de la construcció de la casa, les dates de la façana de migdia (1583 i 1597) indiquen la construcció o reforma del segle xvi. Tot i que la casa ja apareix documentada el segle xv, en el fogatge de 1497. Tenim un document del 1549 que ens indica que forma part del senyoriu eclesiàstic de Sant Miquel del Fai. També apareix en el fogatge de 1553.
A finals del segle xviii passà a formar part de Can Brustenga a través d'una pubilla que aportà Can Trias com a dot. L'any 1941 la comprà el Sr. Ventura, i la renovació la va fer l'arquitecte Francesc Casas.